# جون ياماغيشي
جون ياماغيشي (بالإنجليزية: June Yamagishi)‏ هو عازف قيثارة أمريكي، ولد في 6 يونيو 1953 في إيسه في اليابان.

## وصلات خارجية
- جون ياماغيشي على موقع IMDb (الإنجليزية)
- جون ياماغيشي على موقع ميوزك برينز (الإنجليزية)
- جون ياماغيشي على موقع ديسكوغز (الإنجليزية)